# Lucio Anicio Galo
Lucio Anicio Galo  fue un magistrado romano y cónsul en el año 160 a. C. con Marco Cornelio Cetego como colega.
En su consulado se celebraron los juegos funerarios de Lucio Emilio Paulo Macedónico con la representación del Adelphi de Terencio.